# 農地中間管理機構
農地中間管理機構（のうちちゅうかんかんりきこう）は、農地中間管理事業の推進に関する法律に基づき、都道府県における農地の中間的受け皿組織であり、都道府県知事が指定する。通称は「農地バンク」である。

## 沿革
- 2014年（平成26年）- 3月1日、農地中間管理事業の推進に関する法律が施行[2][3]。
- 2019年（平成31年）- 施行5年後の見直し[4][5][6][7][8]。
- 2021年　(令和3年) - 4月1日、兵庫県で農地バンク・農業会議所が合併して「ひょうご農林機構」が誕生[9][10]。

## 目標
- 出典[11]

| 項目         | 内容 |
| ------------ | --- |
| 政策目的     | 担い手への農地集積・集約化と農地の確保 |
| 施策の必要性 | 令和5年度に担い手の農地利用集積のシェアを8割にするという目標に向けて、農地中間管理事業の推進に関する法律に基づき、農地中間管理機構が平成26年度に各都道府県に整備されたところであるが、平成29年度末の集積率は55.2%にとどまっており、更なる加速化を図っていく必要がある。 |
| 大目標       | 食料の安定供給の確保、農林水産業の発展、農山漁村の振興、農業の多面的機能の発揮、森林の保続培養と森林生産力の増進、水産資源の適切な保存・管理等を通じ、国民生活の安定向上と国民経済の健全な発展を図る。                                                                  |
| 中目標       | 農業の持続的な発展 |
| 政策分野     | 担い手への農地集積・集約化と農地の確保 |

## 農地中間管理機構一覧
| 都道府県                                 | 住所                                                       | 備考 |
| ---------------------------------------- | ---------------------------------------------------------- | ---- |
| （公財）北海道農業公社                   | 札幌市中央区北5条西6丁目1-23 北海道通信ビル6F              |      |
| （公財）あおもり農林業支援センター       | 青森市新町二丁目4-1                                        |      |
| （公社）岩手県農業公社                   | 盛岡市神明町７番５号                                       |      |
| （公社）みやぎ農業振興公社               | 仙台市青葉区堤通雨宮町4番17号                              |      |
| （公社）秋田県農業公社                   | 秋田市山王四丁目1番2号                                     |      |
| （公財）やまがた農業支援センター         | 山形市緑町一丁目９番30号 緑町会館６階                      |      |
| （公財）福島県農業振興公社               | 福島市中町8番2号（福島県自治会館8階）                      |      |
| （公社）茨城県農林振興公社               | 水戸市上国井町3118番地1                                    |      |
| （公財）栃木県農業振興公社               | 宇都宮市一の沢2丁目2番13号                                 |      |
| （公財）群馬県農業公社                   | 前橋市総社町総社2326-2（群馬県蚕糸技術センター内）         |      |
| （公社）埼玉県農林公社                   | 行田市大字真名板1975番1                                    |      |
| （公社）千葉県園芸協会                   | 千葉市中央区市場町1番1号                                   |      |
| （一社）東京都農業会議                   | 渋谷区代々木2-10-12 JA東京南新宿ビル4F                     |      |
| （公社）神奈川県農業公社                 | 横浜市中区山下町2番地 産業貿易センタービル10階             |      |
| （公財）山梨県農業振興公社               | 甲府市宝1-21-20 NOSAI会館3階                               |      |
| （公財）長野県農業開発公社               | 長野市大字南長野字幅下692-2 長野県庁東庁舎 3階             |      |
| （公社）静岡県農業振興公社               | 静岡市葵区追手町9番18号 静岡中央ビル7階                    |      |
| （公社）新潟県農林公社                   | 新潟市中央区新光町15-2 県公社ビル                          |      |
| （公社）富山県農林水産公社               | 富山市舟橋北町4-19（森林水産会館内）                       |      |
| （公財）いしかわ農業総合支援機構         | 金沢市鞍月２丁目２０番地 石川県地場産業振興センター新館4Ｆ |      |
| （公社）ふくい農林水産支援センター       | 福井市松本3丁目16番10号 福井合同庁舎内                     |      |
| （一社）岐阜県農畜産公社                 | 岐阜市藪田南5丁目14番12号（岐阜県シンクタンク庁舎内）      |      |
| （公財）愛知県農業振興基金               | 名古屋市中区錦三丁目3番8号 JAあいちビル西館3階             |      |
| （公財）三重県農林水産支援センター       | 松阪市嬉野川北町530番地                                    |      |
| （公財）滋賀県農林漁業担い手育成基金     | 大津市松本一丁目2番20号                                    |      |
| （一社）京都府農業会議                   | 京都市上京区出水通油小路東入丁子風呂町104-2 京都府庁西別館 |      |
| （一財）大阪府みどり公社                 | 大阪市中央区南本町二丁目1番8号 創建本町ビル 5階            |      |
| （公社）ひょうご農林機構                 | 神戸市中央区下山手通5丁目7-18（兵庫県下山手分室）          |      |
| （公財）なら担い手・農地サポートセンター | 橿原市畝傍町５３番地                                       |      |
| （公財）和歌山県農業公社                 | 和歌山市茶屋ノ丁2-1 和歌山県自治会館6階                    |      |
| （公財）鳥取県農業農村担い手育成機構     | 鳥取市東町１丁目２７１ 鳥取県庁第２庁舎８階                |      |
| （公財）しまね農業振興公社               | 松江市黒田町432-1                                          |      |
| （公財）岡山県農林漁業担い手育成財団     | 岡山市北区弓之町10-26 第五近宣ビル3階                      |      |
| （一財）広島県森林整備・農業振興財団     | 広島市中区大手町四丁目2番16号                              |      |
| （公財）やまぐち農林振興公社             | 山口市葵二丁目5番69号                                      |      |
| （公財）徳島県農業開発公社               | 徳島市北佐古一番町5番12号 JA会館8階                        |      |
| （公財）香川県農地機構                   | 高松市松島町一丁目17番28号 香川県高松合同庁舎5階           |      |
| （公財）えひめ農林漁業振興機構           | 松山市一番町四丁目4-2（愛媛県庁第2別館内）                 |      |
| （公財）高知県農業公社                   | 高知市丸ノ内1丁目7番52号 高知県庁西庁舎3F                  |      |
| （公財）福岡県農業振興推進機構           | 福岡市中央区天神4-10-12                                    |      |
| （公社）佐賀県農業公社                   | 佐賀市八丁畷町８－１ 佐賀総合庁舎４階                      |      |
| （公財）長崎県農業振興公社               | 長崎市尾上町3番1号 県庁行政棟5階                           |      |
| （公財）熊本県農業公社                   | 熊本市中央区水前寺6丁目18番1号（熊本県庁本館10階）         |      |
| （公社）大分県農業農村振興公社           | 大分市舞鶴町1丁目4-15                                      |      |
| （公社）宮崎県農業振興公社               | 宮崎市恒久1丁目7番地14                                     |      |
| （公財）鹿児島県地域振興公社             | 鹿児島市名山町4番3号                                       |      |
| （公財）沖縄県農業振興公社               | 島尻郡南風原町字本部453番地3（土地改良会館3Ｆ）            |      |